# Filolitita
La filolitita és un mineral de la classe dels carbonats. El seu nom prové del grec φίλος (philos), "amic", i λίθος (lithos), "pedra", en honor dels Amics de la Mineralogia.

## Característiques
La filolitita és un carbonat de fórmula química Pb₁₂Mn2+(Mg,Mn2+)₂(Mn2+,Mg)₄(CO₃)₄(SO₄)O₆(OH)₁₂Cl₄. Cristal·litza en el sistema tetragonal. La seva duresa a l'escala de Mohs és 3 a 4.
Segons la classificació de Nickel-Strunz, la filolitolita pertany a «05.BF - Carbonats amb anions addicionals, sense H₂O, amb (Cl), SO₄, PO₄, TeO₃» juntament amb els següents minerals: ferrotiquita, manganotiquita, northupita, tiquita, bonshtedtita, bradleyita, crawfordita, sidorenkita, daqingshanita-(Ce), mineevita-(Y), reederita-(Y), brianyoungita, leadhil·lita, macphersonita i susannita.

## Formació i jaciments
Ha estat descrit només a la seva localitat tipus, a Filipstad, Värmland, Suècia. Es forma en creixements i en làmines en plom i en matrius riques en manganès i calcita; també com a mineral tardà en fissures en skarns.